# Tập hợp hóa
Tập hợp hóa là hình thức thu thập và sắp xếp các văn bản pháp quy theo từng vấn đề thành tập luật lệ hiện hành. Ở Việt Nam từ trước đến nay chủ yếu đã tiến hành hệ thống hóa dưới hình thức này theo nhiều lĩnh vực và vấn đề khác nhau.
Các đặc trưng của hình thức hệ thống hóa này thể hiện ở một số điểm cơ bản sau:
- Việc tập hợp hóa các văn bản pháp quy thành tập luật lệ hiện hành không làm thay đổi phạm vi hiệu lực của các văn bản đó. Trong tập luật lệ này, các quy phạm, các chương, điều hoặc toàn bộ văn bản pháp quy được trích dẫn hoặc đưa vào toàn bộ theo nguyên bản. Nếu các quy phạm trong bản gốc có hiệu lực trong phạm vi cả nước thì khi được đưa vào tập luật lệ chúng vẫn giữ nguyên phạm vi hiệu lực đó.
- Sự liên kết của các quy phạm được hệ thống hóa theo vấn đề không tạo nên những chế định pháp lý mới mà chỉ dừng lại ở việc tập hợp hóa các văn bản theo vấn đề đó. Toàn bộ cấu trúc hình thức của mỗi quy phạm, mỗi chương, điều trong bản gốc quy phạm nào đó được đánh số thứ tự chương, mục, điều, khoản như thế nào, thì ở trong tập luật lệ hiện hành nó vẫn giữ nguyên thứ tự đó như trong văn bản gốc.
- Nội dung của các quy phạm pháp luật khi được hệ thống hóa theo hình thức này không thay đổi.
- Việc hệ thống hóa theo hình thức tập hợp hóa có thể do bất cứ mọi cơ quan Nhà nước thực hiện. Các cơ quan này chỉ cần tập hợp, thu thập văn bản, tiến hành rà soát, sắp xếp chúng theo vấn đề và sau đó quyết định xuất bản tập hệ thống hóa pháp luật hiện hành.
Tập hợp hóa là hình thức hiện nay được các ngành dùng rất rộng rãi. Năm 1978 ủy ban Khoa học và Kỹ thuật Nhà nước đã tiến hành hệ thống hóa và xuất bản tập luật lệ khoa học và kỹ thuật để sử dụng thống nhất trong cả nước; một số cơ quan chức năng khác như Tổng cục Tiêu chuẩn - Đo lường - Chất lượng, Cục Sở hữu công nghiệp, Cục Môi trường cũng đã tiến hành tập hợp hóa và xuất bản các cuốn văn bản pháp luật quản lý chuyên ngành của mình. Viện Quản lý Khoa học từ năm 1983 đến 1994 đã tiến hành tập hợp hóa và xuất bản các cuốn Văn bản pháp quy (tập I đến tập VIII) và trong năm 1996, Viện nghiên cứu Chiến lược và Chính sách KH-CN đã xuất bản cuốn Văn bản pháp quy tập IX. Năm 1991, Viện Quản lý Khoa học đã xuất bản tập Hệ thống hóa luật lệ quản lý khoa học, kỹ thuật và công nghệ. Tài liệu này không tiến hành việc tập hợp các văn bản quy phạm pháp luật theo từng nội dung quản lý một cách đơn giản, mà đã hệ thống hóa theo từng chuyên đề hẹp với việc trích dẫn các điều khoản của nhiều văn bản có nội dung liên quan điều chỉnh các quan hệ xã hội trong lĩnh vực hoạt động khoa học-công nghệ với phạm vi hẹp, như kế hoạch hoá KHCN, tổ chức KHCN, về giá hoặc thuế đối với hoạt động KHCN, chứng nhận chất lượng, tổ chức hội đồng khoa học-công nghệ các cấp, v.v...
Xem thêm: Pháp điển hóa